# Лабораторні термометри
Лабораторні термометри — термометри, призначені для вимірювання температури в діапазоні від -30 до 600 °C, що використовуються для контролю технологічних процесів у будь-яких галузях промисловості.

## Принцип дії
Принцип дії термометра заснований на видимому розширенні термометричної рідини в склі при підвищенні температури навколишнього середовища.

## Виконання
Термометри виконані у вигляді капілярної трубки з резервуаром, заповненим термометричною рідиною, і скляною циліндричною оболонкою з вмонтованою всередині шкалою.
Термометри виготовляються з термічно обробленого скла. Як термометрична рідина використовується ртуть. Виконання та типорозміри термометрів відрізняються конструкцією, видом термометричної рідини, функціональним призначенням, нормованими значеннями діапазонів вимірювань, ціною поділу шкали і границі допустимої похибки.

## Застосування
Термометри застосовуються в різних галузях промисловості, на підприємствах у сільському господарстві, нафтохімічної, хімічної, гірничо-металургійної промисловості, в машинобудуванні, житлово-комунальному господарстві, транспорті, будівництві, медицині, словом у всіх життєвих сферах.

## Виробники
- ПАТ «Склоприлад»[1]
- ВАТ «Термоприлад»